# 中国心理卫生协会
中国心理卫生协会是中华人民共和国组成的群众性学术团体，是中国科学技术协会主管的社会团体。1936年成立，后因抗日战争停止活动。1985年重新成立。